# Downton Abbey (Film)
Downton Abbey ist ein britischer Historienfilm aus dem Jahr 2019 unter der Regie von Michael Engler, der die Handlung aus der gleichnamigen Fernsehserie fortsetzt, wobei ein Großteil der ursprünglichen Besetzung zurückkehrt. Der Film spielt im Jahr 1927 und dreht sich um den Besuch des britischen Königspaares im Landhaus der Adelsfamilie Crawley in Yorkshire. Die Rahmenhandlung des Films basiert auf einer tatsächlichen Reise des britischen Königspaares nach Wentworth Woodhouse im Jahr 1912, die dazu diente, die Bedeutung der Monarchie zu demonstrieren.

## Handlung
Der Film beginnt im Jahr 1927. Robert Crawley, der Earl of Grantham, erhält einen Brief aus dem Buckingham Palace mit der Ankündigung, dass König Georg und Queen Mary im Rahmen einer königlichen Reise durch das Land nach Downton Abbey kommen werden. Robert informiert zuerst seine Tochter Lady Mary Talbot und seinen Schwiegersohn Tom Branson. Als Violet Crawley, Gräfinwitwe von Grantham, diese Nachricht hört, ist sie beunruhigt darüber, dass auch die Hofdame von Queen Mary, Lady Maud Bagshaw, Roberts entfernte Cousine, mit der sich die Familie wegen einer Erbschaftsfrage zerstritten hat, nach Downton kommen wird.
Als die königlichen Bediensteten ankommen, sind die Dienstboten des Hauses über deren Arroganz empört. Lady Mary glaubt, dass Thomas Barrow, der Butler von Downton Abbey, dem königlichen Anlass nicht gerecht werden wird. Sie bittet daher den pensionierten Butler Mr. Carson, seine früheren Pflichten vorübergehend wieder aufzunehmen. Der verstimmte Barrow protestiert deshalb nachdrücklich bei Lord Grantham, der jedoch von Barrows Integrität beeindruckt ist und anordnet, diesen nicht zu entlassen. Der Klempner, der den defekten Heizkessel reparieren soll, flirtet mit Daisy und verärgert damit deren Verlobten, den Diener Andy Parker.
Ein Mann, der sich Major Chetwode nennt, trifft in Downton Village ein. Er sucht Tom auf, der den Verdacht hegt, dass dieser ein königlicher Detektiv ist, der sich um die Sicherheit des königlichen Besuchs kümmert. Lady Mary folgt Tom und Major Chetwode, als diese gemeinsam eine Kneipe verlassen. Bevor die königliche Parade durch Downton Village beginnt, entdeckt Chetwode den wartenden König auf seinem Pferd und richtet eine Pistole auf ihn. Er wird von Tom zu Boden geworfen, und die nachgeeilte Lady Mary tritt auf Chetwodes Hand, sodass dieser die Waffe loslässt und verhaftet werden kann. In der Zwischenzeit hat Tom Lady Bagshaws Dienstmädchen Lucy Smith getroffen, zu der er sich sofort hingezogen fühlt.
Der Haushalt wird vollständig von den königlichen Besuchern und deren Gefolge übernommen. Der König informiert Ediths Ehemann Bertie Pelham, den Marquess of Hexham, darüber, dass er den Prince of Wales auf einer dreimonatigen Reise nach Afrika begleiten soll. Edith freut sich für Bertie, ist aber auch verärgert, weil sie schwanger ist und erwartet, dass sie genau dann gebären wird, wenn Bertie mit dem Prince abreisen würde. Im Garten begegnet Tom einer weinenden Frau. Da er nicht weiß, dass sie Prinzessin Mary ist, initiiert er ein Gespräch, das sie dazu inspiriert, um der Kinder willen bei ihrem unerträglichen Ehemann zu bleiben. Währenddessen entdeckt Anna, dass Miss Lawton von Downton Abbey einige wertvolle Gegenstände gestohlen hat. Sie willigt ein, nichts davon zu erzählen, vorausgesetzt Lawton gibt die Gegenstände zurück und ändert ein Ballkleid für Lady Edith, nachdem das falsche Kleidungsstück an Downton geliefert wurde.
Anna und John Bates wollen den Haushalt zurückerobern und Downtons Ehre wiederherstellen. Das Personal ist einverstanden, obwohl Mr. Carson Bedenken hat. Barrow und Mr. Ellis setzen den Plan um und bringen die meisten königlichen Angestellten durch eine List dazu, nach London zurückzukehren. Die beiden Männer gehen anschließend auf einen Drink nach York. Während Barrow darauf wartet, dass Mr. Ellis von seinem Besuch bei seinen Eltern in der Nähe zurückkehrt, lernt er Chris Webster kennen, der ihn in einen geheimen Nachtclub einlädt, in dem hauptsächlich Männer zusammen tanzen. Die Polizei stürmt kurz darauf den Club und verhaftet alle dort Anwesenden. Mr. Ellis entdeckt, was passiert ist, und nutzt seine Position im königlichen Haushalt, um Barrows Freilassung zu erwirken. Danach vertrauen die beiden einander ihre Homosexualität an und Ellis schenkt Barrow später ein silbernes Medaillon als Andenken, bis sie sich wiedersehen.
Beim Abendessen ist der König vom geänderten Menü beeindruckt und lobt die kulinarischen Fähigkeiten seines Küchenchefs. Mr. Molesley antwortet, dass Mrs. Patmore das Abendessen vorbereitet habe und dass die Downton-Mitarbeiter es servieren. Jeder ist fassungslos, da Molesley ohne Erlaubnis mit dem König spricht. Robert entschuldigt sich für Molesleys Benehmen, aber die Königin lobt Mrs. Patmores Küche und sagt Cora, dass sie es gewohnt seien, dass sich Menschen in ihrer Gegenwart seltsam verhalten.
Violet ist verärgert, dass Maud Lucy als ihre Erbin Robert vorgezogen hat. Isobel vermutet jedoch zu Recht, dass Lucy Mauds uneheliche Tochter ist, was Maud bestätigt. Sie hat Lucy aus Liebe zu ihrer Erbin ernannt. Violet ist verständnisvoll, als man ihr die Fakten erzählt. Henry Talbot, Lady Marys Ehemann, kommt rechtzeitig von Chicago nach Hause, um die Familie nach Harewood House zu begleiten. Prinzessin Mary erzählt ihren Eltern, dass Tom ihre Entscheidung beeinflusst hat, bei ihrem Ehemann zu bleiben. Der König sagt daraufhin zu Tom, dass er ihm mehr als eine Sache zu verdanken hat.
Lady Mary fragt ihre Großmutter nach ihrer letzten Reise nach London. Violet sagt, dass medizinische Untersuchungen zeigten, dass sie nur noch wenig Zeit zum Leben habe. Violet versichert Mary, dass Downtons Vermächtnis in ihren Händen sicher sein wird. Der König und die Königin gratulieren Edith und Bertie zu ihrem bevorstehenden Kind und geben bekannt, dass Bertie nicht mit auf die Afrikareise gehen muss. Während der Feierlichkeiten betritt Lucy den Ballsaal unter dem Vorwand, Lady Bagshaw ein Taschentuch zu bringen. Tom wünscht, dass sie zusammen tanzen könnten, daher verlassen sie den Ballsaal und tanzen auf der Terrasse.
In Downton Abbey besprechen Mr. Carson und Mrs. Hughes die Zukunft des Hauses. Carson geht davon aus, dass die Crawley-Familie auch in hundert Jahren noch dort leben wird.

## Produktion

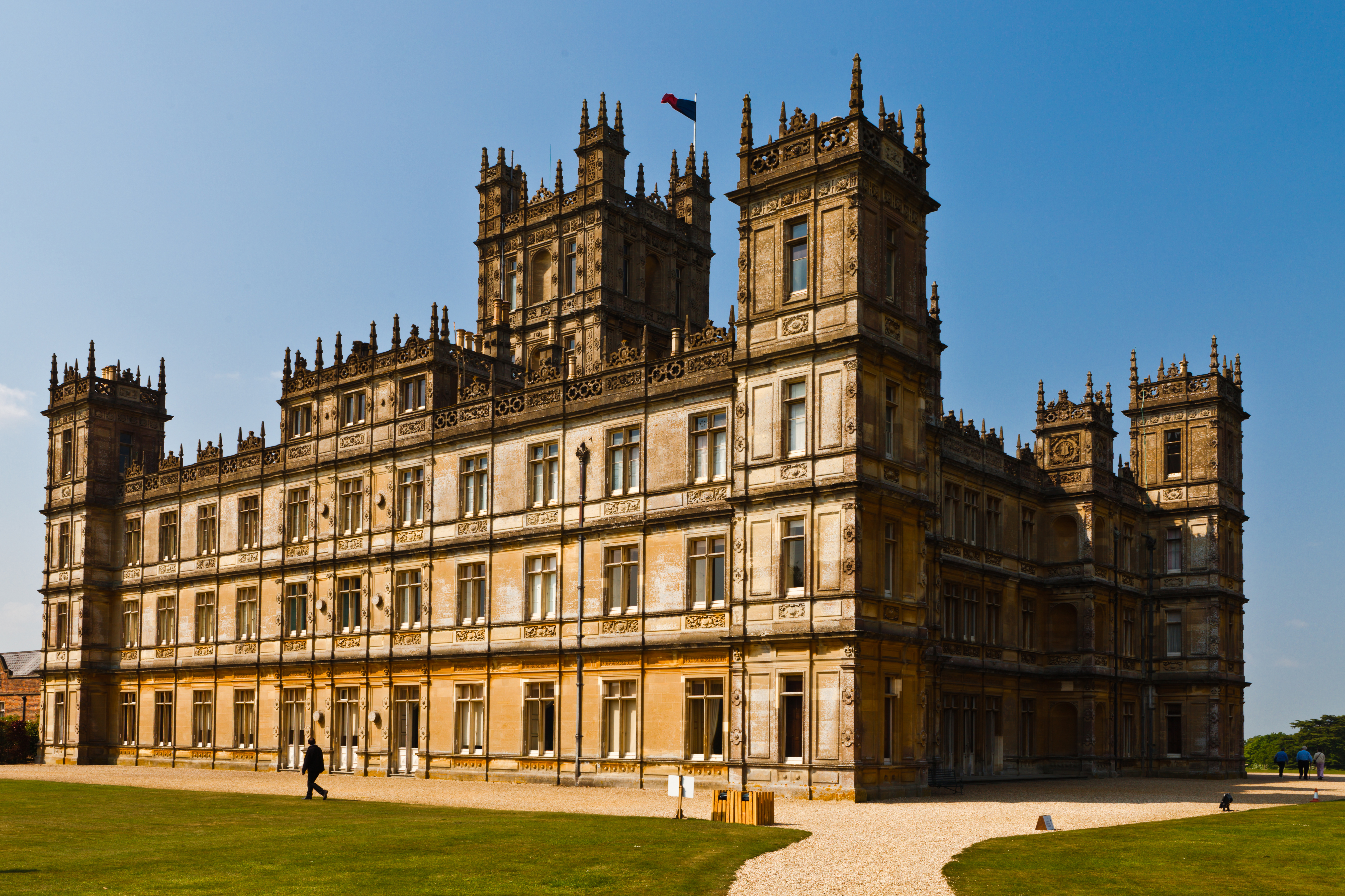
Highclere Castle, das als fiktives Anwesen Downton Abbey genutzt wurde.

Gareth Neame und Julian Fellowes begannen kurz nach dem Ende der Serie im Jahr 2016 mit den Planungen eines Kinofilms. Anfang 2017 wurde ein von Julian Fellowes ausgearbeiteter Drehbuch-Entwurf an alle ursprünglichen Darsteller aus der Serie übermittelt. Am 13. Juli 2018 bestätigten die Produzenten, dass ein Spielfilm gedreht werde, dessen Produktion Mitte 2018 beginnen würde. Das Drehbuch wurde von Fellowes geschrieben, der auch als Produzent fungiert. Ende August 2018 wurde berichtet, dass der ursprünglich als Regisseur vorgesehene Brian Percival von Michael Engler abgelöst wurde. Percival würde stattdessen als ausführender Produzent tätig sein.
Die Hauptdreharbeiten begannen Ende August 2018 in London. Bis zum 20. September 2018 wurden einige Sequenzen in Highclere Castle, dem Hauptschauplatz der Fernsehserie, gefilmt. Ebenfalls im September fanden Dreharbeiten in Lacock mit Maggie Smith, Hugh Bonneville, Elizabeth McGovern und Michelle Dockery sowie Imelda Staunton, der Ehefrau von Jim Carter, und Geraldine James statt. Zu den Szenen, die in Lacock gedreht wurden, gehörte eine Feier mit Pferden der Royal Artillery. Die Dreharbeiten endeten im November 2018.

## Besetzung
Die ursprünglichen Darsteller der Fernsehserie, darunter Hugh Bonneville, Elizabeth McGovern, Michelle Dockery, Laura Carmichael und Maggie Smith wurden als Figuren, die sie in der Serie spielten, bestätigt, wobei Joanne Froggatt ihre Beteiligung in einer separaten Ankündigung bestätigte. Lily James, die Lady Rose MacClare spielte, erklärte, dass sie ihre Rolle für den Film nicht wiederholen würde, ebenso wie Ed Speleers, der in der Serie den Diener Jimmy Kent spielte.
Eine Ankündigung vom August 2018 deutete darauf hin, dass Imelda Staunton, Geraldine James, Tuppence Middleton, Simon Jones, David Haig, Kate Phillips und Stephen Campbell Moore zu den Darstellern des Films gehören würden. Die Produzenten berichteten den Medien, dass Simon Jones und Geraldine James den König und die Königin von England spielen, während David Haig als Butler des Königs auftreten werde.
Im September 2018 wurde bestätigt, dass Matthew Goode, der in der letzten Staffel Lady Marys Ehemann Henry Talbot spielte, aufgrund anderer Verpflichtungen nur kurz auftreten werde, während Jim Carter, Brendan Coyle, Kevin Doyle, Harry Hadden-Paton, Rob James-Collier, Allen Leech, Phyllis Logan, Sophie McShera, Lesley Nicol und Penelope Wilton ihre jeweiligen Rollen wieder einnehmen würden und Max Brown eine neue, unbekannte Rolle übernehmen werde.

## Veröffentlichung und Einspielergebnis
Ein Begleitbuch zum Spielfilm stand ab August 2019 für Vorbestellungen zur Verfügung, am 17. September wurde es veröffentlicht. Der Film wurde am 9. September 2019 auf dem Leicester Square uraufgeführt. Er startete in den Kinos am 12. September 2019 in Australien, am 13. September 2019 in Großbritannien, am 19. September 2019 in Deutschland und am 20. September 2019 in den USA. Er erhielt sehr positive Kritiken und spielte bisher weltweit mehr als 192 Millionen US-Dollar ein. In Deutschland wurden ca. 689.000 Kinobesucher gezählt.

## Fortsetzung
Die ursprünglich für Dezember 2021 angekündigte Fortsetzung Downton Abbey II: Eine neue Ära kam am 29. April 2022 in die britischen Kinos. Neben Drehbuchautor Julian Fellowes kehrte auch die gesamte Originalbesetzung zurück und wurde durch Hugh Dancy, Laura Haddock, Nathalie Baye sowie Dominic West ergänzt. Als Produzenten waren Fellowes, Gareth Neame und Liz Trubridge tätig, während Simon Curtis die Regie übernahm. Die Dreharbeiten begannen im April 2021.